# One Nite Stand
One Nite Stand er det første album af den danske soul/rockgruppe Henning Stærk Band, der blev udgivet i 1984 på Genlyd. Det blev optaget live 10. marts 1984 på Montmartre i København af Sweet Silence mobilstudie og er produceret af Billy Cross. Albummet solgte 10.000 eksemplarer.

## Spor
| 1.    | "Fire"                   | Bruce Springsteen                           | 3:55 |
| 2.    | "Ain't Too Proud to Beg" | Norman Whitfield, Eddie Holland             | 2:40 |
| 3.    | "3-Time-Loser"           | Don Covay, Ronald Miller                    | 2:48 |
| 4.    | "Troubled Mind Blues"    | Per Chr. Frost, arrangeret af Henning Stærk | 2:40 |
| 5.    | "I'm a Fool for You"     | Ray Charles                                 | 4:19 |
| 6.    | "The Things You Do"      | Billy Cross                                 | 3:10 |
| 7.    | "One Nite Stand"         | Al Green                                    | 3:20 |
| 8.    | "Nobody"                 | Ukendt, arrangeret af Stærk                 | 3:18 |
| 9.    | "Can't Get Next to You"  | Whitfield, Barrett Strong                   | 4:21 |
| 10.   | "I Feel Good"            | James Brown                                 | 4:30 |
| 11.   | "Spirit in the Dark"     | Aretha Franklin                             | 4:47 |
| 39:48 |                          |                                             |      |

## Medvirkende
Henning Stærk Band
- Henning Stærk – vokal, guitar
- Palle Torp – guitar
- Michael Perbøll – keyboards
- Anders "Nold" Petersen – bas
- Bent Styver – vokal, percussion
- Niels Mathiasen – saxofon
- Jens Haack – saxofon
- Claes Antonsen – trommer

Produktion
- Billy Cross – producer
- Henrik Kjærgård – livelyd
- Finn Lyngemark – lydtekniker
- Tom R. Andersen – lydmiksningstekniker (Feedback Recording, Viby J.)
- Gorm Valentin – coverfotos